# 西表
西表（いりおもて）は、沖縄県八重山郡竹富町の字。八重山列島の西表島西部に位置する。2023年9月30日時点の人口は398人。郵便番号907-1542。

## 地理
字西表は、祖納集落を中心とする広範な地域であり、陸路での移動が困難な船浮集落や、定住者がいない内離島・外離島を含んでいる。地区別の人口は以下のとおり。
- 祖納 - 117人
- 干立（星立） - 101人
- 白浜 - 131人
- 舟浮（船浮） - 49人

## 歴史
遅くとも14世紀頃には祖納に集落が形成されていた。18世紀前半の琉球王国時代には、祖納に西表村・慶太城村の2箇村を管轄する番所が置かれていたが、1755年に上原に移された。1768年に波照間島から島民を強制移住させた開拓村である崎山村が新設されると、南部の網取と鹿川をへ割譲。同時に慶太城村を「西表村」と改称し、元の西表村は上原を中心とする「上原村」に改称された。
太平洋戦争終結の前後まで、内離島と外離島では西表炭坑の採掘が行われていた。

## 交通
道路
- 沖縄県道215号白浜南風見線

港湾
- 白浜港
- 船浮港

県道215号は旧小字白浜で途切れており、船浮へは船浮海運が白浜港-船浮港間で運航する定期航路で移動する。

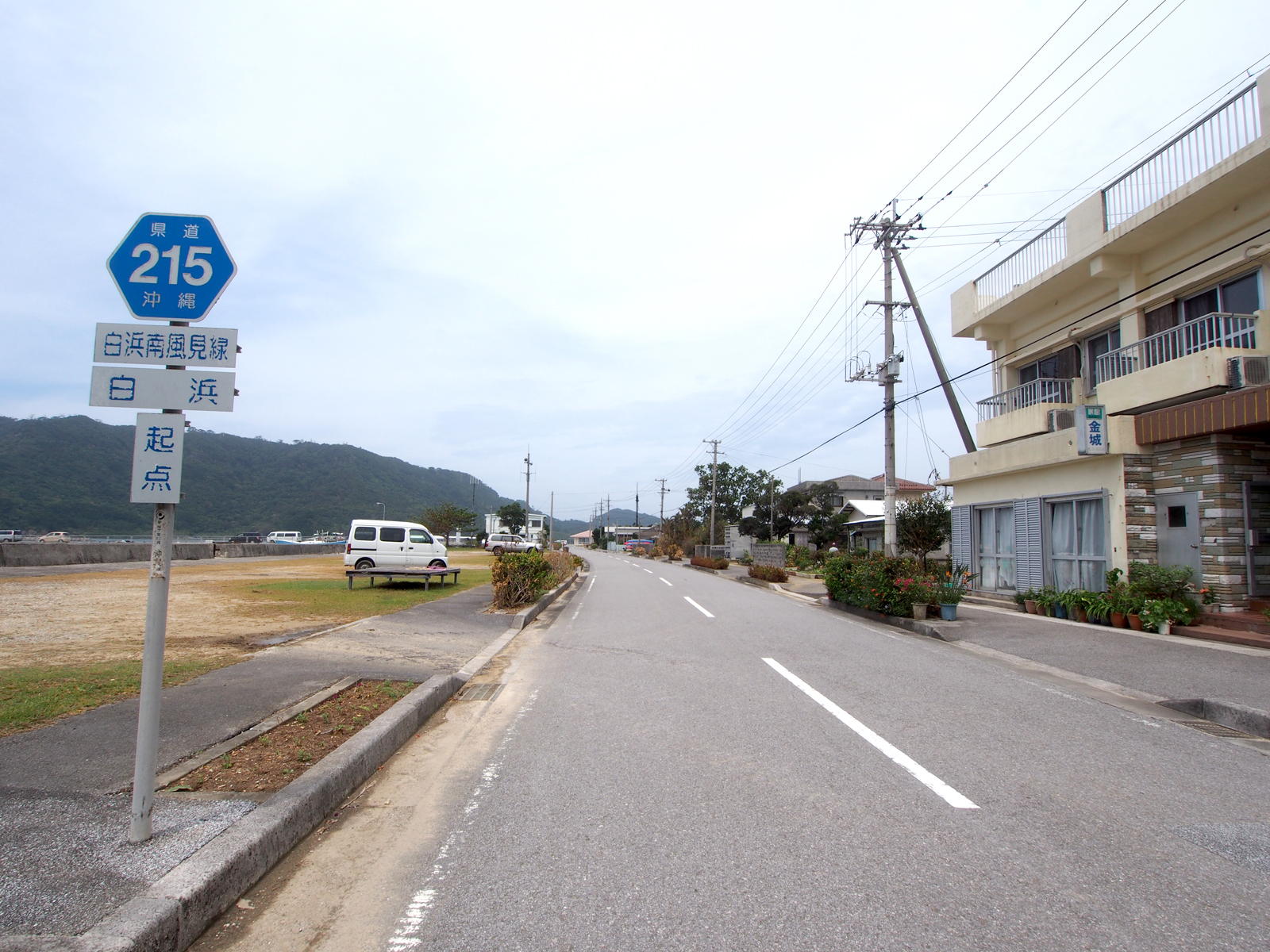
県道215号白浜起点
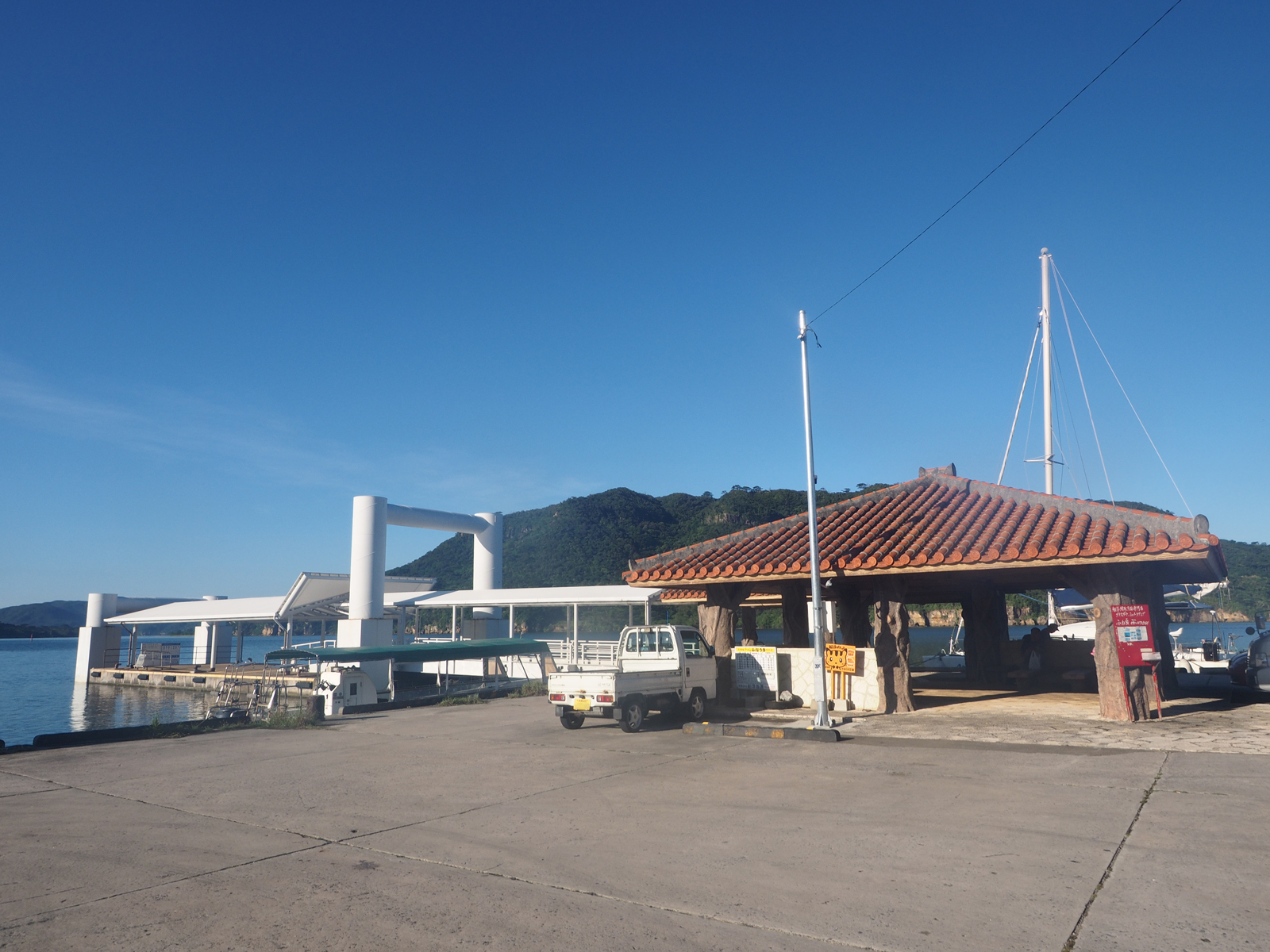
白浜港浮桟橋
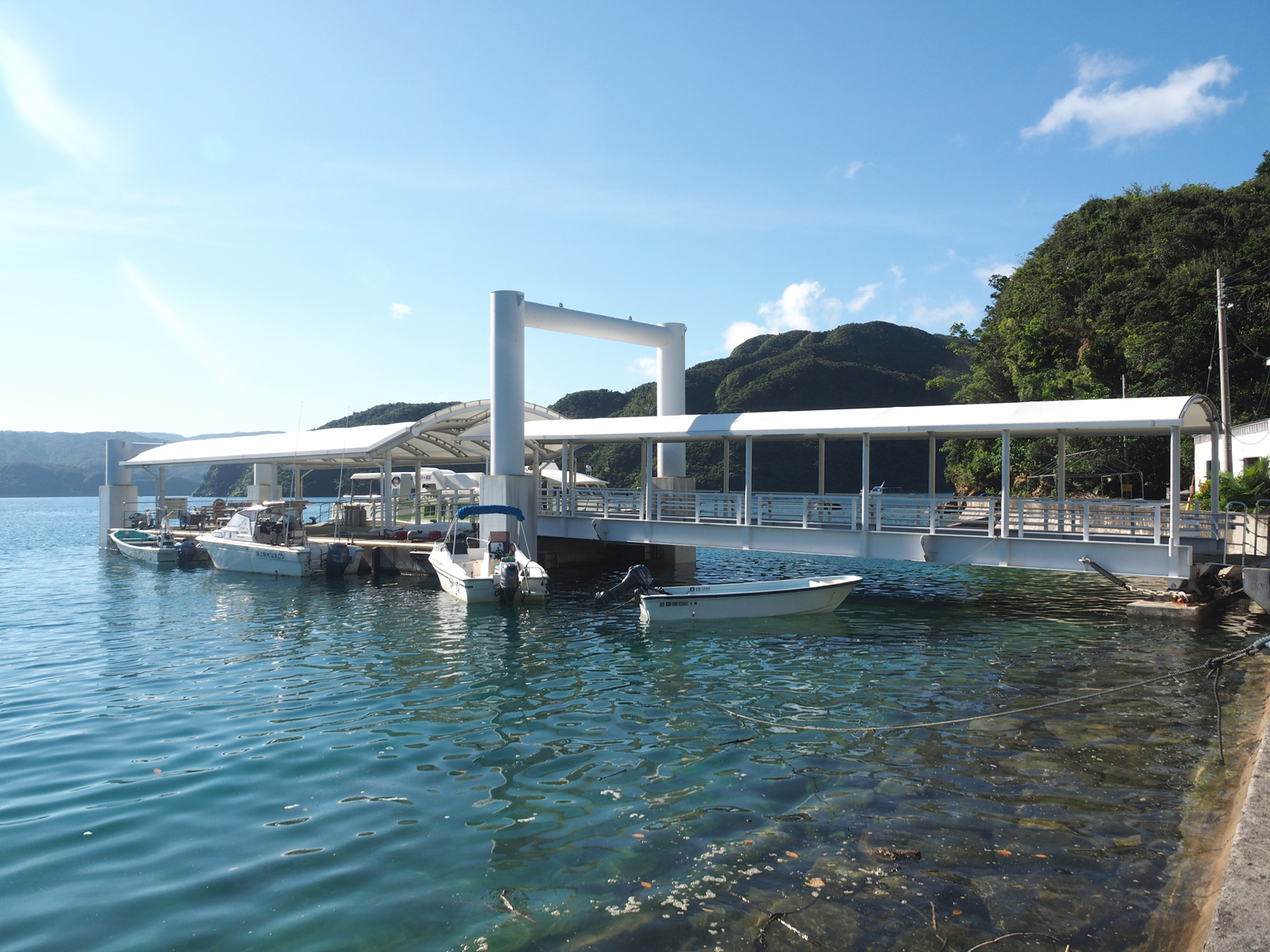
船浮港浮桟橋
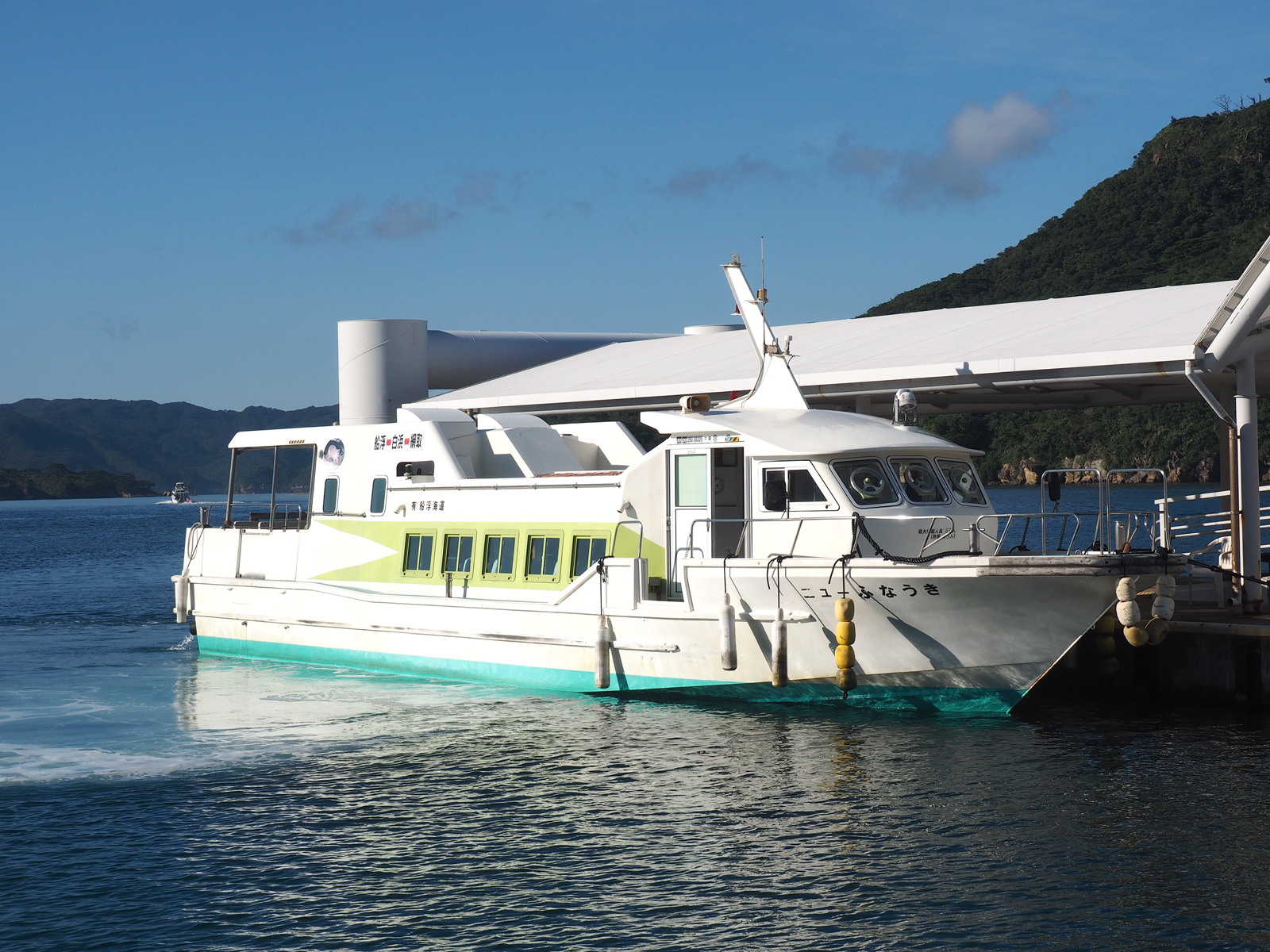
白浜港-船浮港間の航路に就航していた船浮海運のニューふなうき（白浜港）

## 祭事
祖納と干立では伝統行事として、毎年10月に節祭が開催される。

## 施設
- 子午線ふれあい館
- 西表島郵便局
- 祖納テレビ中継局
- 竹富町立西表小中学校
- 竹富町立白浜小中学校
- ヤエヤマヤシ群落

## 史跡
- 新盛家住宅 - 沖縄県指定文化財。

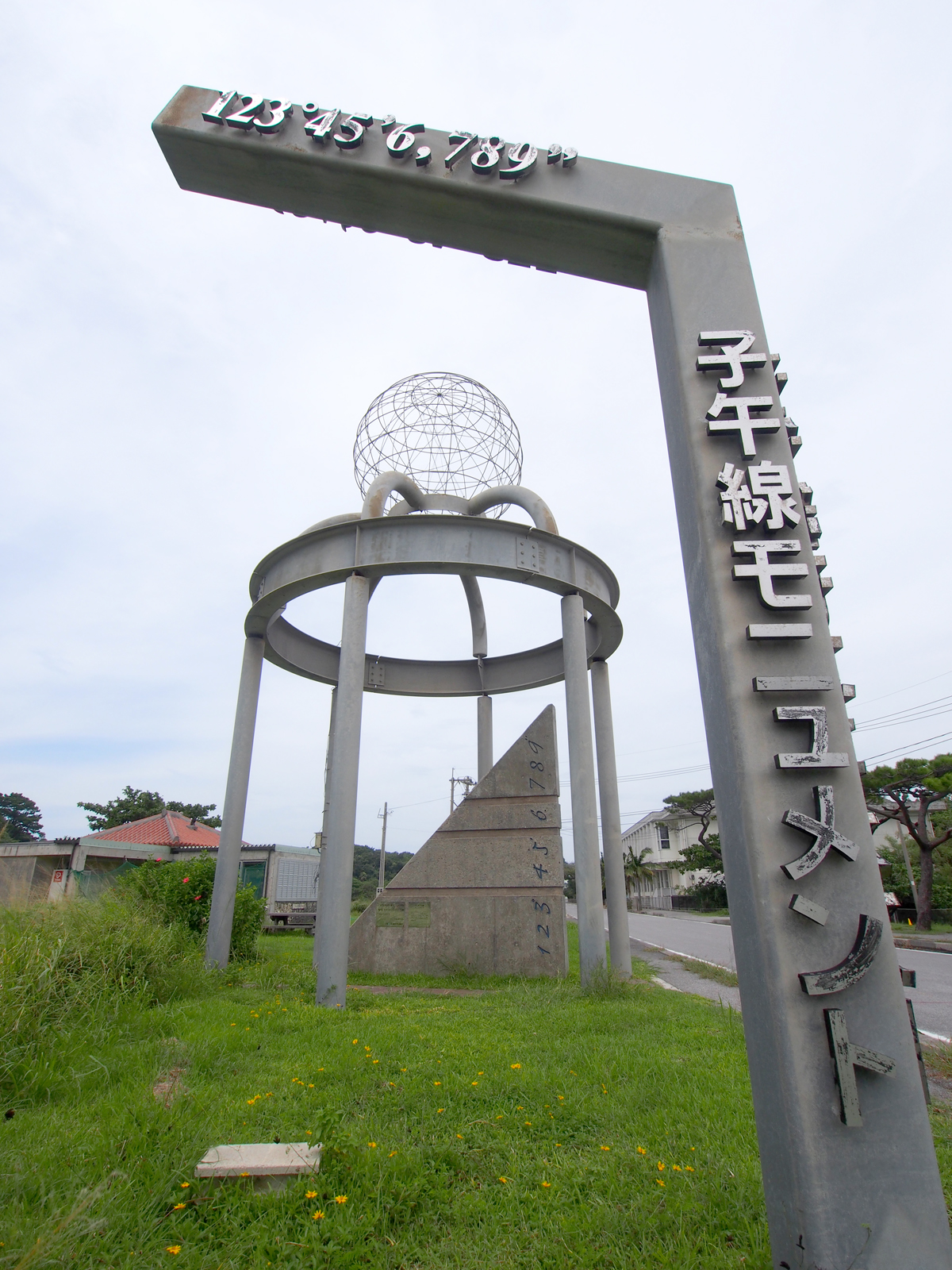
子午線ふれあい館の子午線モニュメント
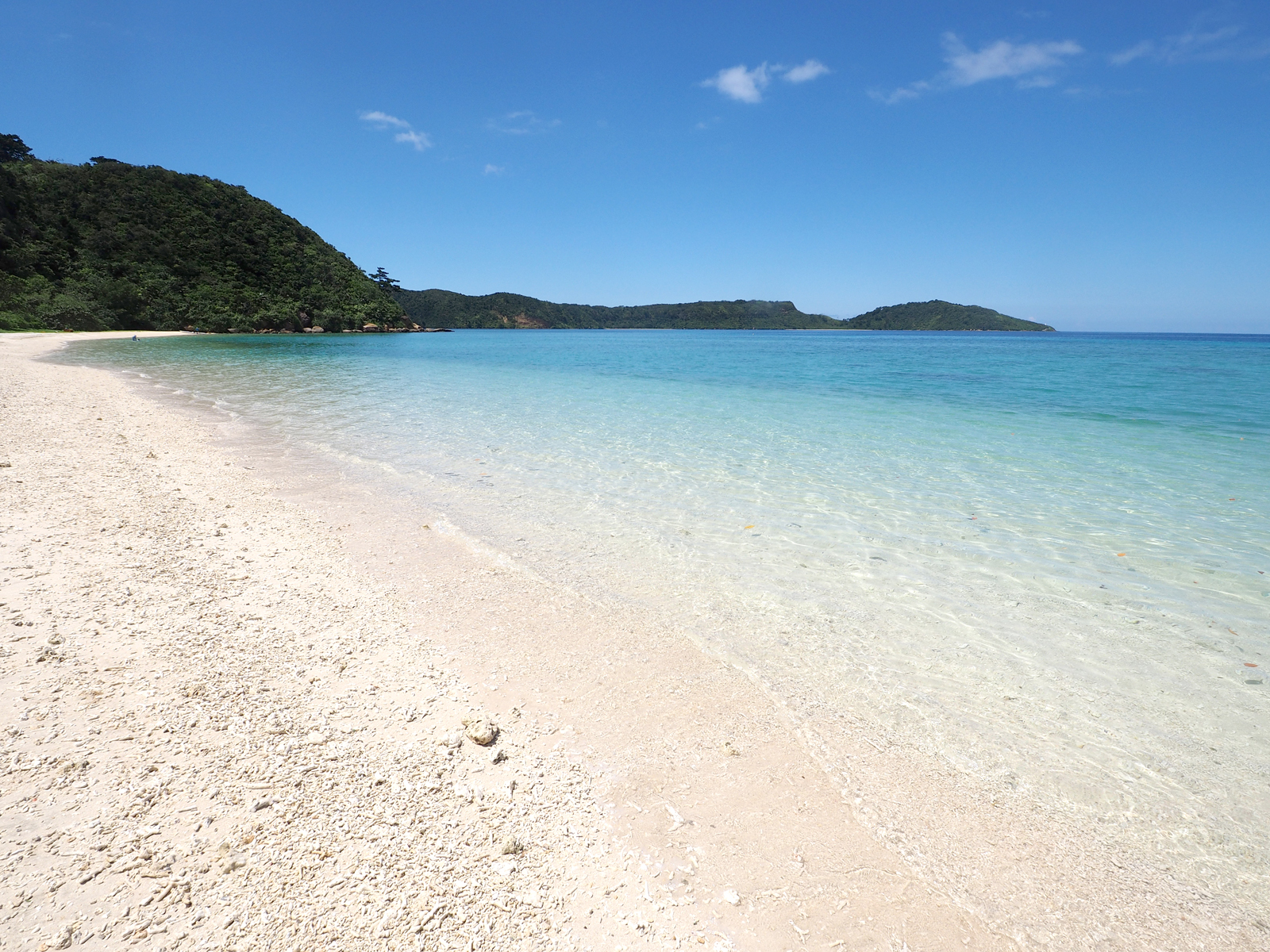
イダの浜（船浮）